# سيمور (حيوان)
السيمور (الاسم العلمي:†Seymouria) هو جنس من الحيوانات المنقرضة يتبع الفصيلة السيمورية من رتبة سيموريات الشكل.

## أنواع حيوان السيمور
- †سيمور بيلوري (النوع النمطي)
- †سيمور كبير
- †سيمور سانجواني

## معرض صور

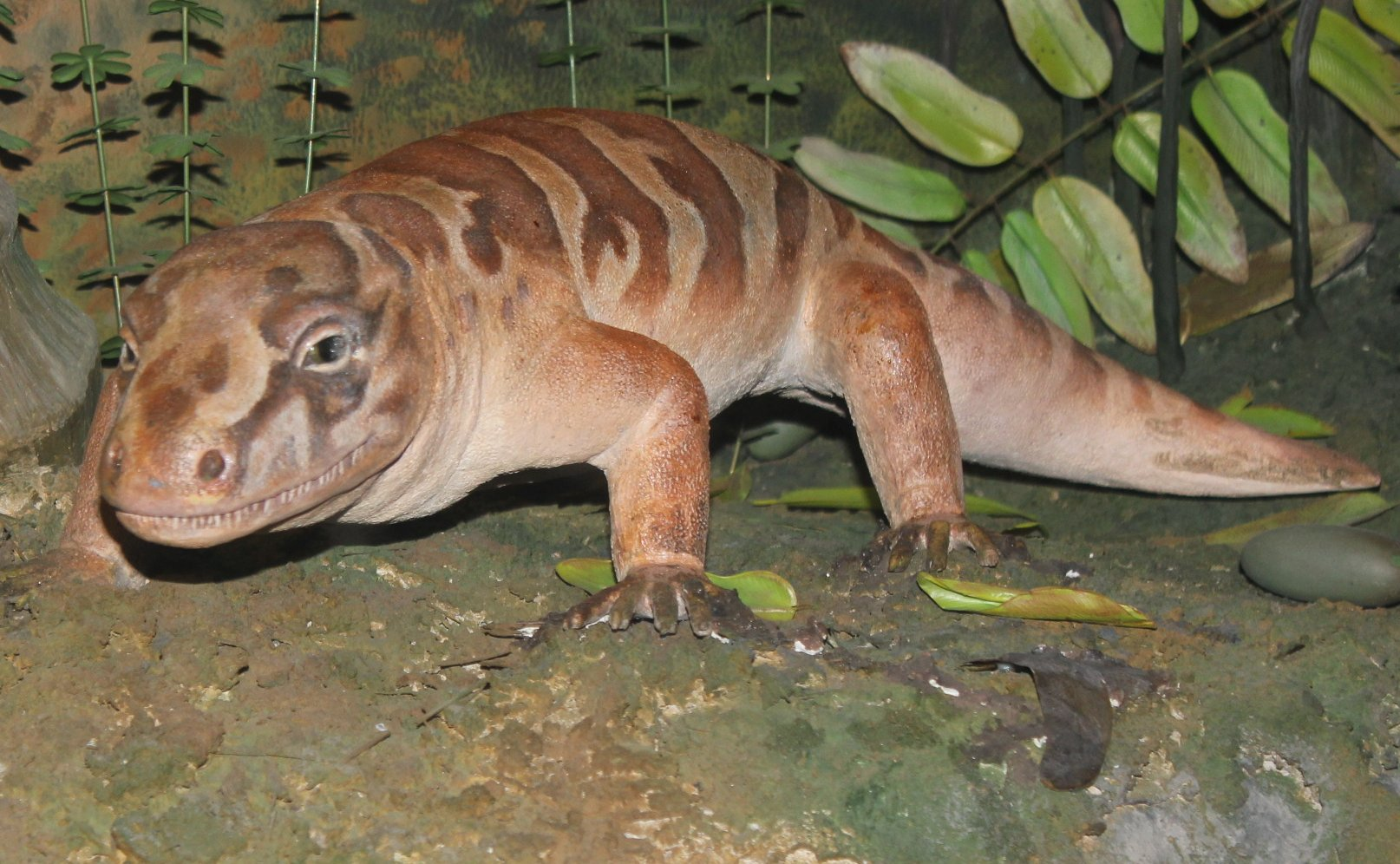
صورة خيالية للسيمور.
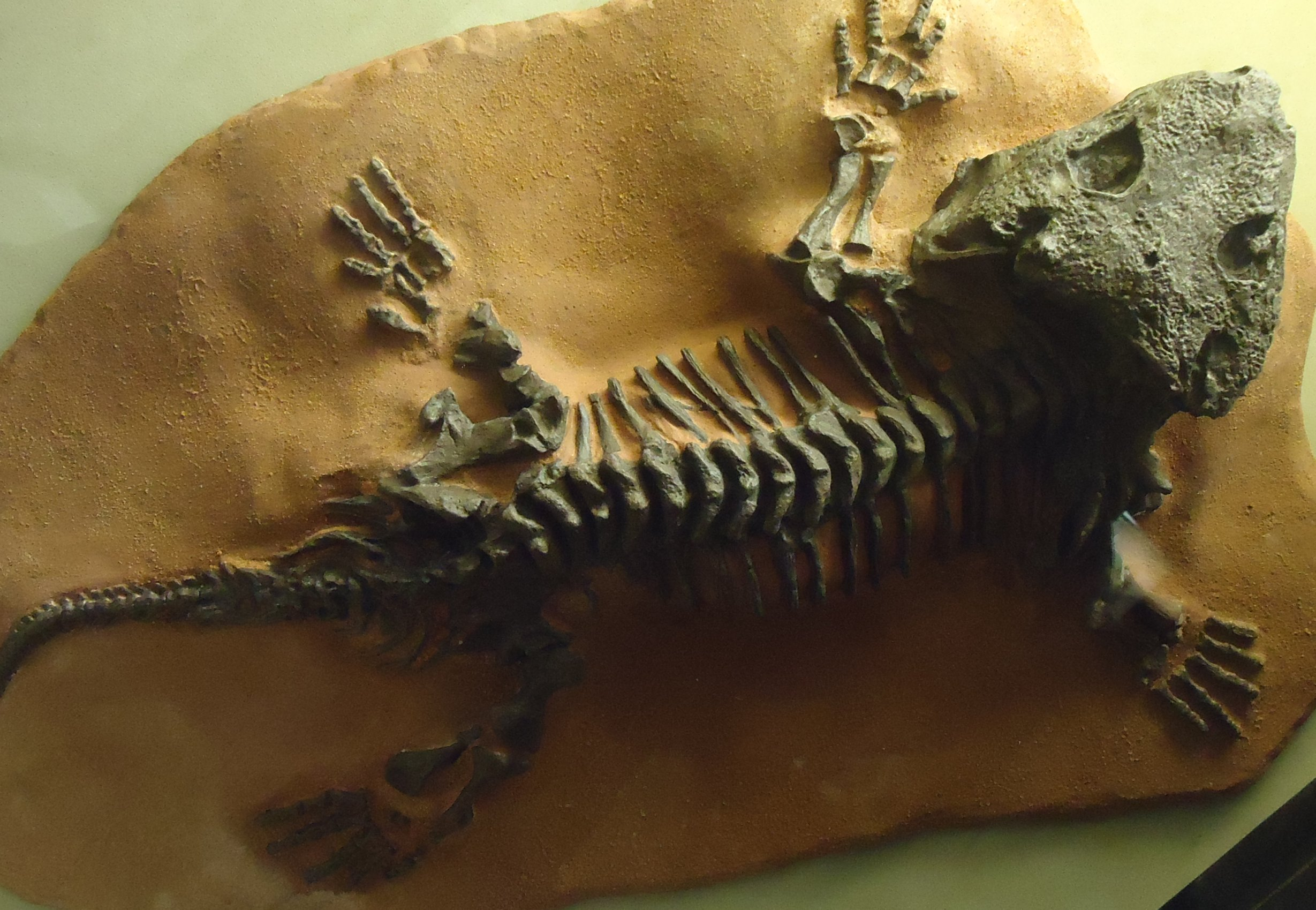
عظام وبقايا السيمور